# Cinara jucunda
Cinara jucunda är en insektsart som beskrevs av Hottes 1958. Cinara jucunda ingår i släktet Cinara och familjen långrörsbladlöss. Inga underarter finns listade i Catalogue of Life.